# Pycnomalla aterrima
Pycnomalla aterrima är en tvåvingeart som beskrevs av Sack 1912. Pycnomalla aterrima ingår i släktet Pycnomalla och familjen vapenflugor. Inga underarter finns listade i Catalogue of Life.